# Пивоваров, Владимир Григорьевич
Владимир Григорьевич Пивоваров (род. 5 апреля 1937) — российский учёный, специалист в области математической физики и геофизики. 
Основные научные исследования связаны с созданием математических моделей геофизических процессов в полярной ионосфере и околоземном космическом пространстве.

## Биография
Родился 5 апреля 1937 года. В 1963 — окончил Московский физико-технический институт. С 1965 — сотрудник Полярной геокосмофизической обсерватории «Тикси» С 1970 кандидат физико-математических наук, защитил диссертацию на тему «Электродинамические эффекты взаимодействия потоков заряженных частиц с атмосферой и их физические следствия». С 1975 года сотрудник Вычислительного центра СО АН СССР в Красноярске, организатор Лаборатории численных методов физики атмосферы и космоса, руководитель школы математической физики ближнего космоса, преподаватель Красноярского государственного университета. В 1976 году выступил инициатором открытия Красноярской летней школы. С 1982 года доктор физико-математических наук, защитил диссертацию на тему «Математические модели геофизических процессов в околоземном пространстве». Занимал должность профессора, заведующего кафедрой физики твердого тела физического факультета Симферопольского государственного университета С 1989 по 1997 на работе в Полярном геофизическом институте Кольского научного центра РАН; с 1989 по 1994 — директор института. Член президиума Кольского научного центра РАН, член Ученого совета Полярного геофизического института и Апатитского филиала Мурманского государственного технического университета. С 1992 года заведующий кафедрой прикладной математики и научный руководитель проблемной лаборатории «Математическое моделирование экономических и природных процессов» Апатитского филиала Мурманского государственного технического университета. С 1998 по 2011 занимал должность профессора Московской государственной академии приборостроения и информатики.